# Hesse (land)
 (février 2025).
Si vous disposez d'ouvrages ou d'articles de référence ou si vous connaissez des sites web de qualité traitant du thème abordé ici, merci de compléter l'article en donnant les références utiles à sa vérifiabilité et en les liant à la section « Notes et références ».
 (février 2025).
La Hesse (/ɛs/, en allemand : Hessen /hɛsn̩/)  est l'un des seize lands composant l'Allemagne.
La capitale est Wiesbaden, la plus grande ville est Francfort-sur-le-Main.

## Géographie

### Situation

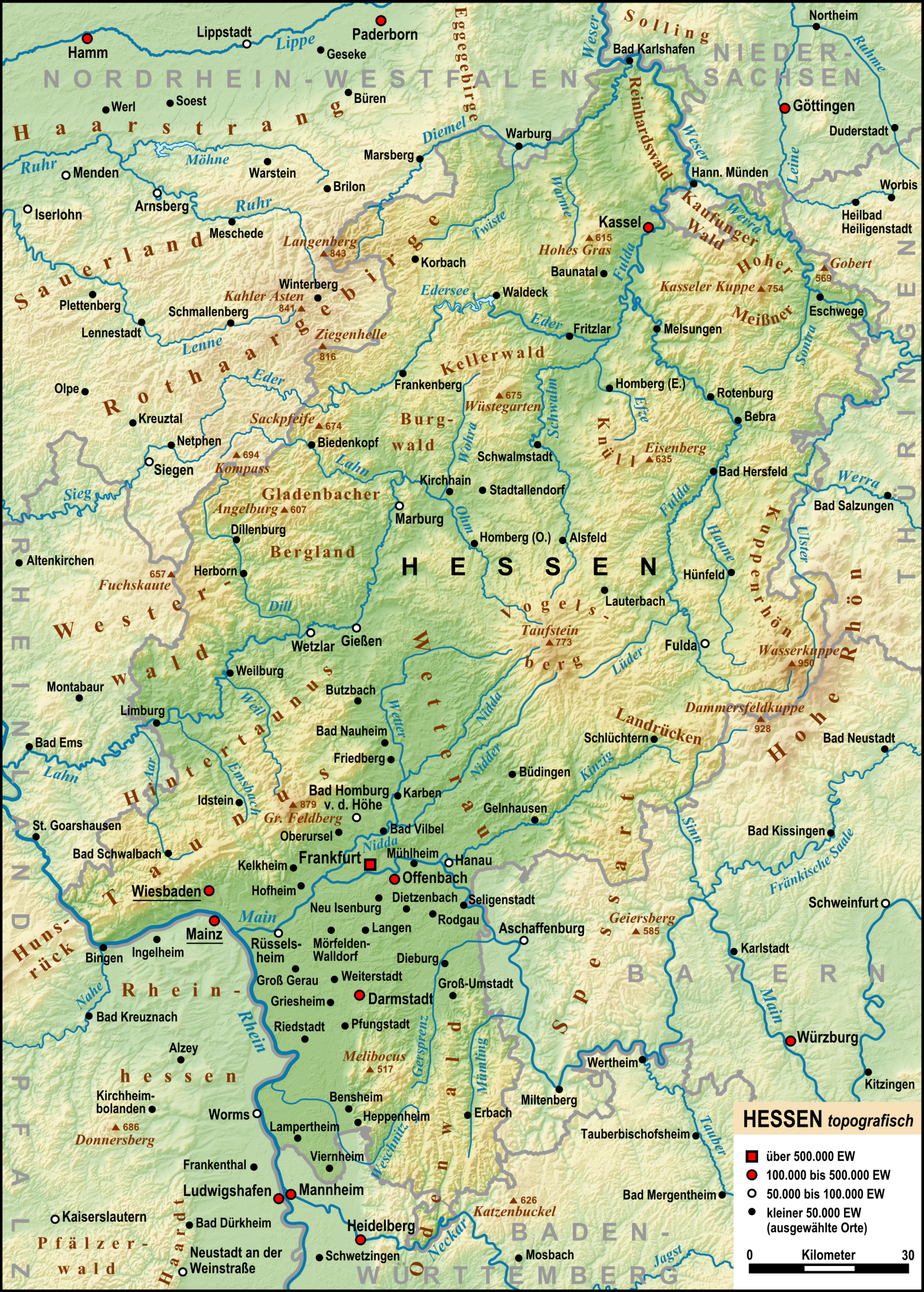
Géographie du Land de Hesse.

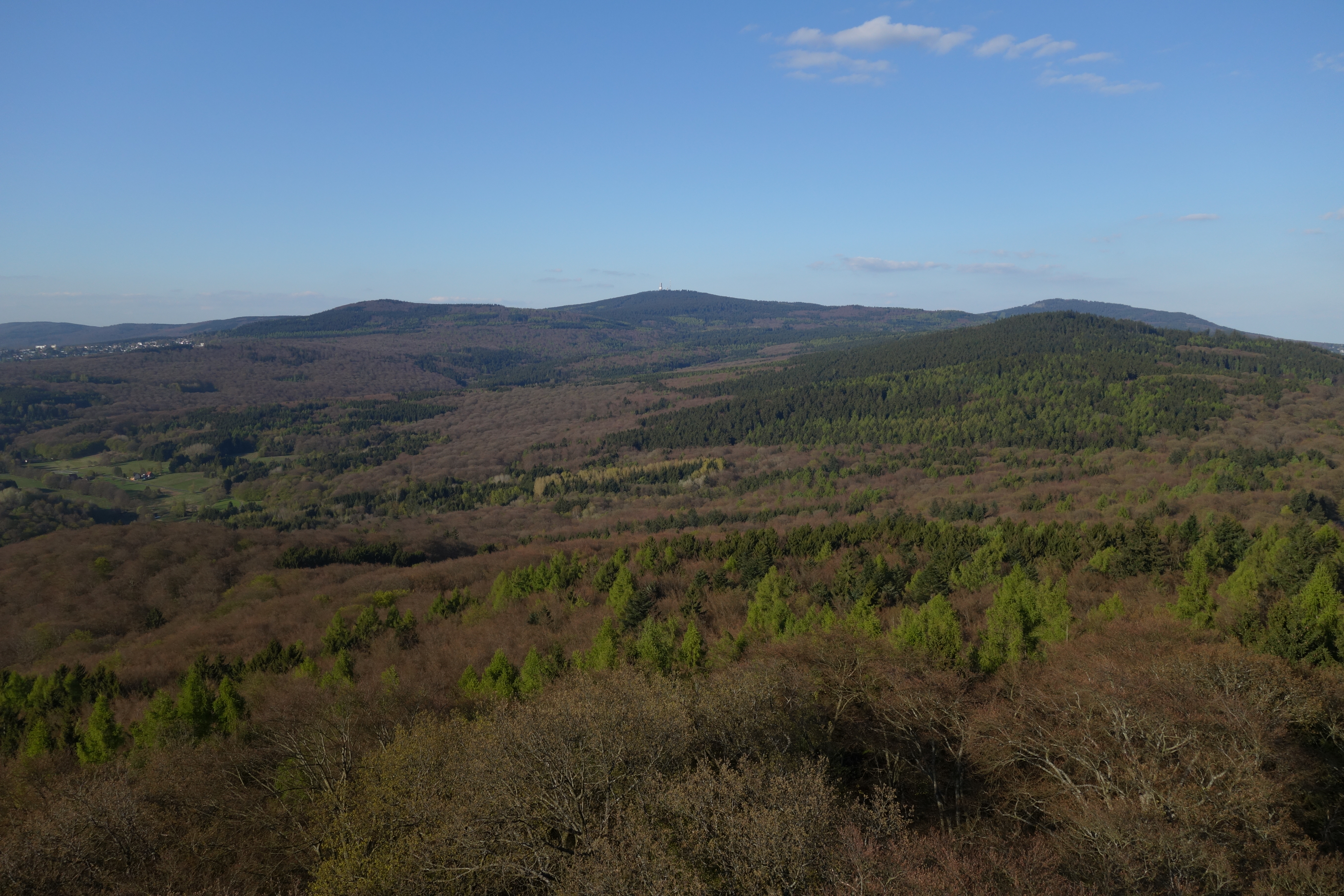
Paysage Taunus avec Großer Feldberg au milieu de l'arrière-plan.

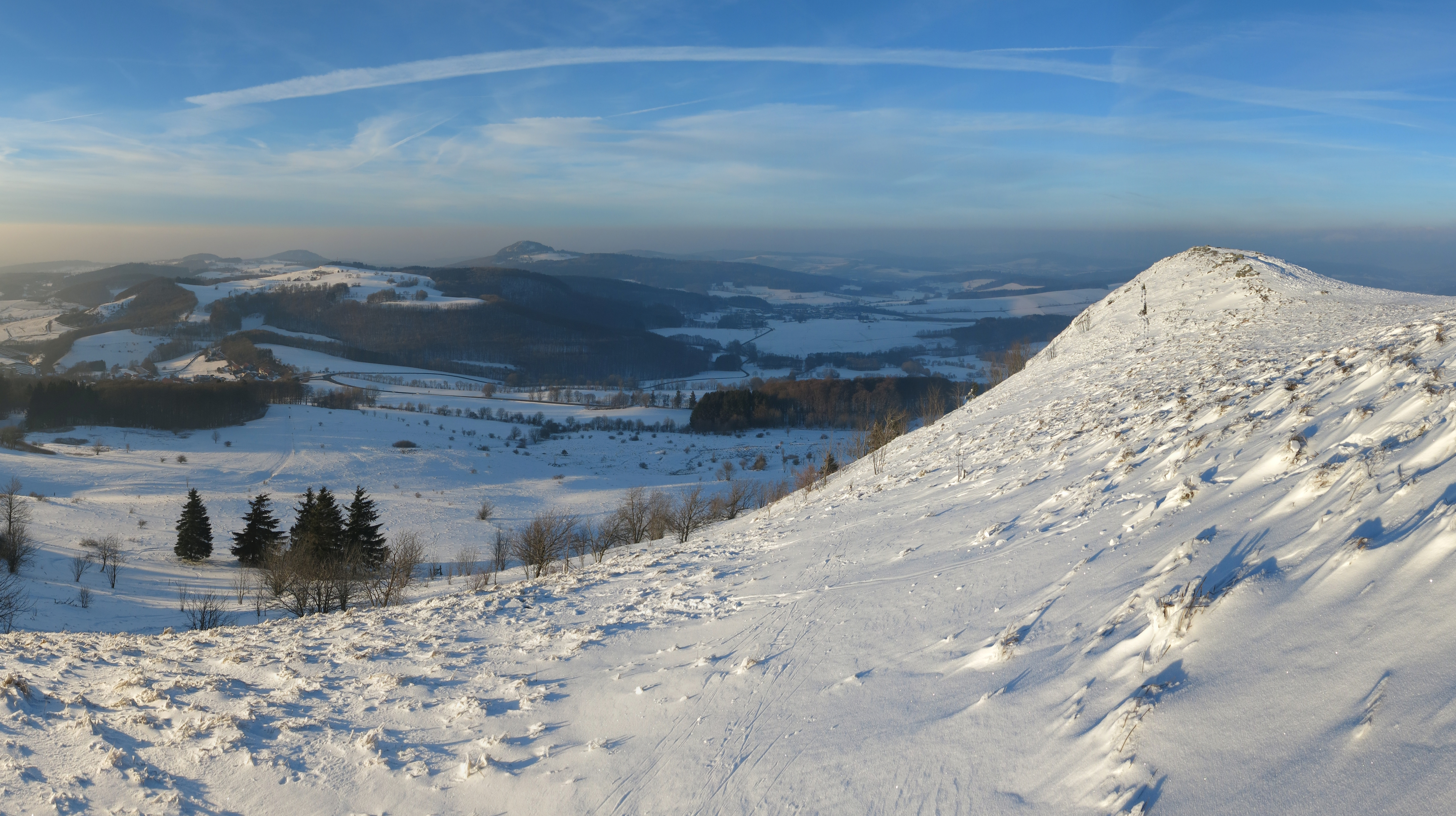
La Hesse en hiver, vue depuis le Abtsrodaer Kuppe sur les montagnes de la Rhön. Au fond le Milseburg. Janvier 2019.

Située dans le Centre-Ouest de l'Allemagne, la Hesse est frontalière des États allemands de Rhénanie-du-Nord-Westphalie, Basse-Saxe, Thuringe, Bavière, Bade-Wurtemberg et Rhénanie-Palatinat (dans le sens horaire à partir du nord-ouest).
Les principales villes de Hesse sont :
- Francfort-sur-le-Main, Wiesbaden, Darmstadt, Offenbach-sur-le-Main, Hanau, Giessen, Wetzlar et Limbourg dans la grande Région Rhin-Main,
- Fulda dans l'est,
- Cassel et Marbourg dans le nord.

La Hesse s'étend sur 21 114,94 km2. Au 31 décembre 2012, elle se divisait en :
- 3 294 km2 de surfaces urbanisées et d'infrastructures routières ;
- 8 879 km2 de surfaces agricoles ;
- 8 472 km2 de forêts ;
- 292 km2 de plans d'eau.

Les rivières les plus importantes sont la Fulda, la Lahn, le Main et le Rhin. Le Rhin marque la frontière sur le sud-ouest sans traverser l'État, hormis un ancien bras, appelé l'Alt-Rhein.
La Hesse ne dispose pas de lac naturel de taille significative mais compte des lacs de barrage comme l'Edersee et aussi des lacs artificiels formés dans d'anciennes gravières (Baggersee en allemand).
Le paysage est vallonné, avec de nombreuses chaînes de montagnes, comme la Rhön, le Westerwald, le Taunus, le Vogelsberg, le Knüll et le Spessart.
La population se concentre dans la partie sud de la Hesse, dans la Région Rhin-Main.
La chaîne de montagnes entre le Main et le Neckar est appelée l'Odenwald. Le Ried est la plaine située entre les rivières Main, le Rhin et le Neckar, et les reliefs de l'Odenwald.
Du 1er janvier 2007 au 30 juin 2013, le centre de l'Union européenne se situait dans la Hesse, plus précisément à Gelnhausen.

Vue panoramique depuis le Hausberg, montrant les paysages de la Hesse.

Vue panoramique depuis le Simmelsberg, montrant les collines du Rhön, dans la Hesse.

### Climat

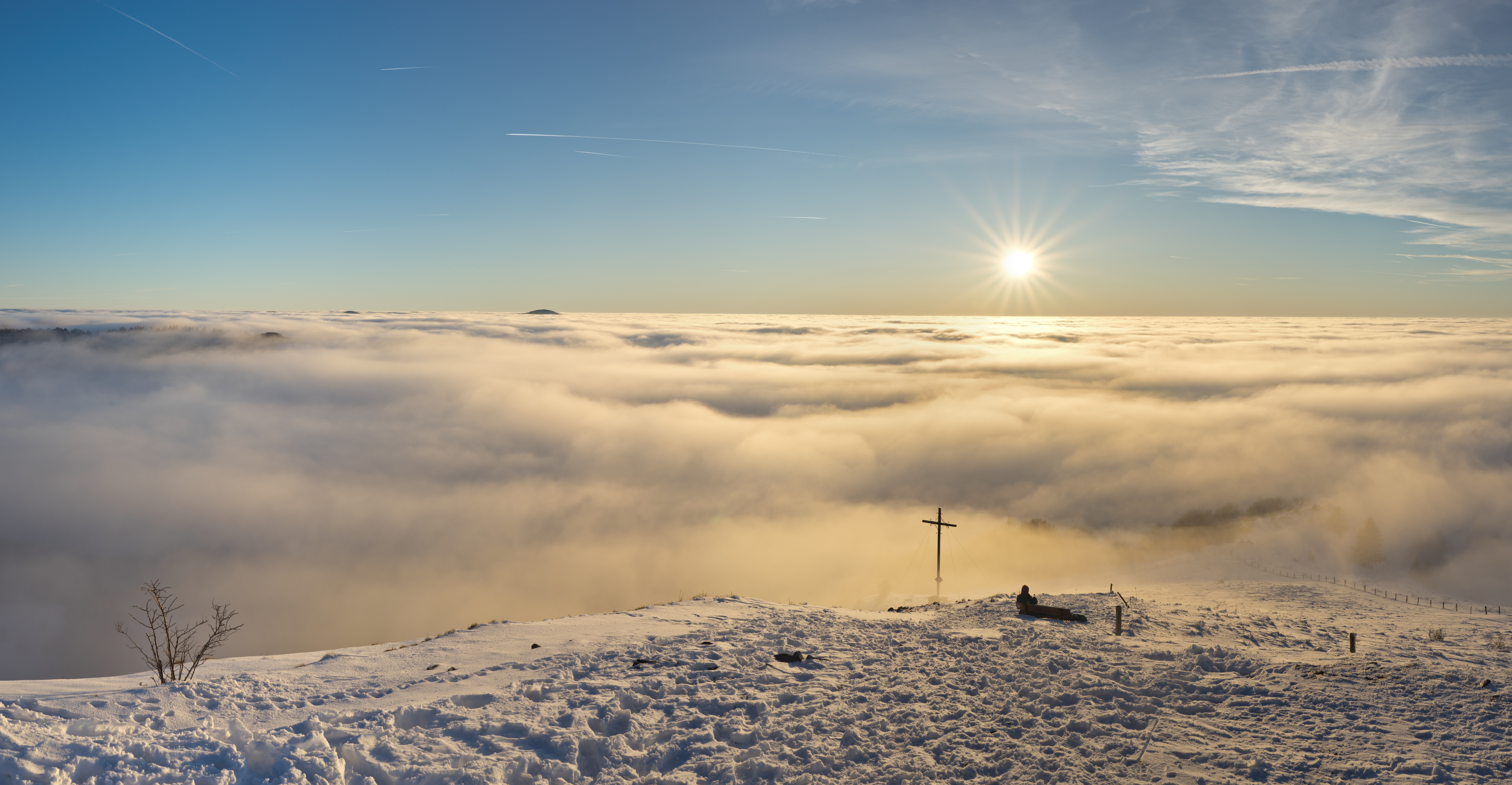
Panorama depuis le Pferdskopf, du dessus des nuages, dans la Hesse. Janvier 2023.

## Économie
La région Rhin-Main, après la Ruhr, a la plus grande densité d'industries en Allemagne. Les industries chimique et pharmaceutique, d'une grande importance économique, sont par exemple Sanofi-Aventis, Merck KGaA, Heraeus, Messer Griesheim et l'ancienne Degussa. On peut également mentionner les machines et le matériel de transport (surtout Opel à Rüsselsheim) ainsi que les banques (notamment à Francfort), par ex. les sièges de la Deutsche Bank et la Commerzbank, mais aussi des succursales de banques étrangères de très nombreux pays tout autour du globe, la Deutsche Börse, les assurances (principalement à Wiesbaden), comme la DBV-Winterthur, SparkassenVersicherung et le Delta Lloyd, des entreprises de services de toutes sortes, l'industrie du cuir à Offenbach et l'aéroport de Francfort. En dehors de la région Rhin-Main, on peut citer Wetzlar et son centre optique de précision avec (Leica) Buderus, Fulda, ses industries du caoutchouc (pneus), dans le nord  Baunatal (VW), ainsi que des constructions de chemins de fer à Cassel.
La ville de Biblis accueillait l'une des centrales nucléaires allemandes, jusqu'à la mise de l'arrêt de cette dernière en 2011 et son démantèlement.
En février 2013, la Hesse comptait 192 671 chômeurs. Le taux de chômage s'élève donc à 6,1 % (mai 2007 : 7,7 %). Le PIB de la Hesse en 2012 s'élevait à 230 milliards d'euros, soit environ 37 577 euros par habitant.

## Politique et administration

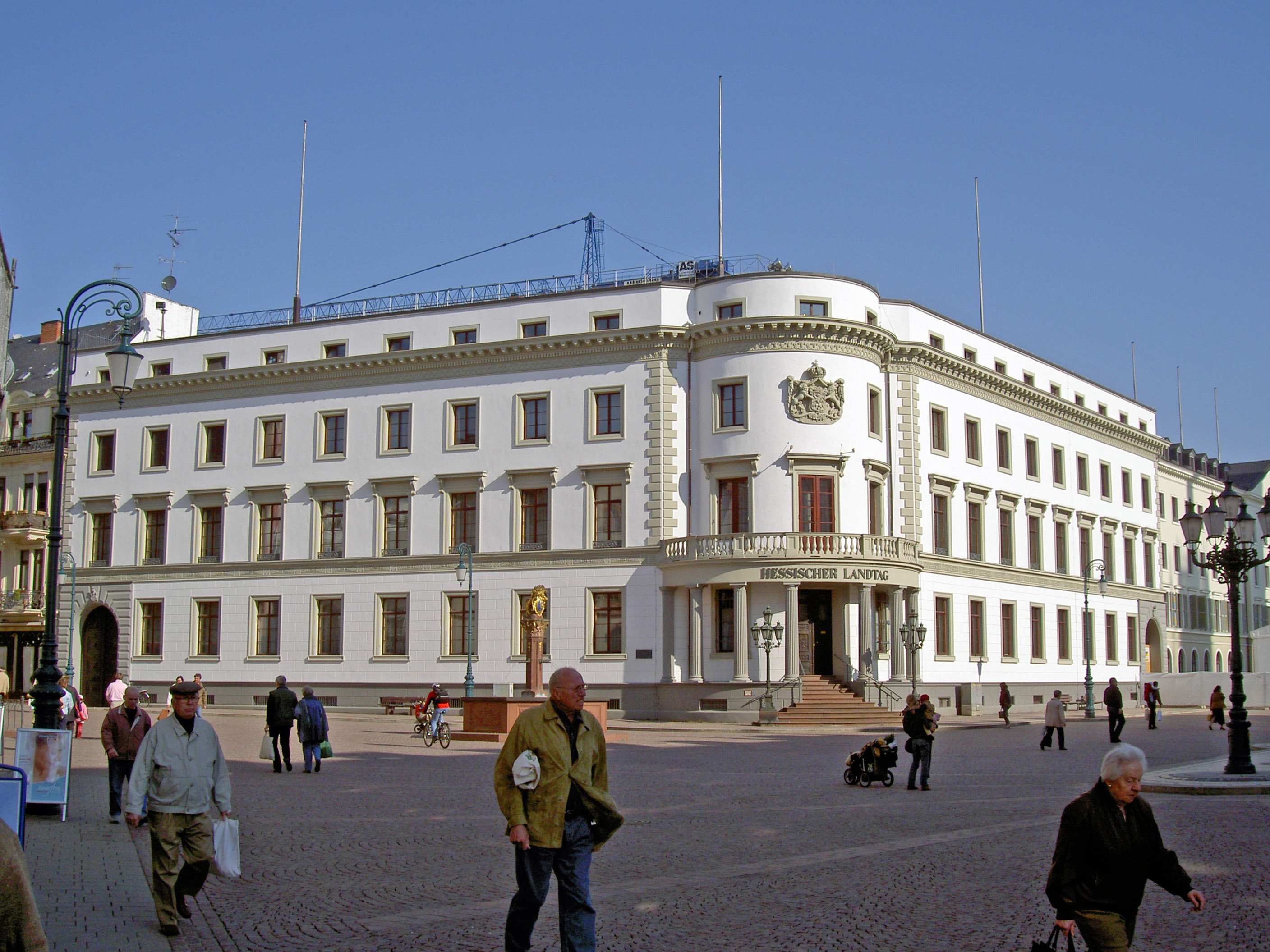
Landtag (parlement du Land), Wiesbaden.

Les électeurs du Land de Hesse élisent le Landtag, le parlement local, qui compte 118 députés. La CDU a perdu en janvier 2008 la majorité absolue qu'elle détenait depuis 2003. Du fait de l'entrée du parti Die Linke au parlement, aucune coalition n'a pu être trouvée et le gouvernement précédent de la CDU est resté au pouvoir, bien que minoritaire.
De nouvelles élections, en janvier 2009, tentent de répondre à cette situation précaire, et redonnent à la CDU une large avance sur les autres partis, le SPD sortant grande perdante du scrutin. Au Landtag, la majorité est alors détenue par les conservateurs de la CDU et les libéraux du FDP. Grande perte pour le SPD, le scrutin permet à Roland Koch de se réaffirmer en Hesse, après avoir failli perdre son poste de ministre-président en janvier 2008. Die Linke, quant à elle, confirme son entrée dans le parlement du Land.
En Hesse, le ministre-président (en allemand Ministerpräsident) est le chef du gouvernement du Land et est élu par le Landtag.

### Les ministres-présidents depuis 1945
- 16 octobre 1945-1946 : Karl Geiler
- 20 décembre 1946-1950 : Christian Stock, SPD
- 14 décembre 1950-1969 : Georg August Zinn, SPD
- 3 octobre 1969-1976 : Albert Osswald, SPD
- 12 octobre 1976-1987 : Holger Börner, SPD
- 23 avril 1987-1991 : Walter Wallmann, CDU
- 5 avril 1991-1999 : Hans Eichel, SPD
- 7 avril 1999-2010 : Roland Koch, CDU
- 31 août 2010-31 mai 2022 : Volker Bouffier, CDU
- Depuis le 31 mai 2022 : Boris Rhein, CDU

### Principales villes
Liste des 28 plus grandes villes de Hesse, avec leur population en 2023 :
1. Francfort-sur-le-Main (Frankfurt am Main en allemand) : 749 596
2. Wiesbaden : 285 522
3. Cassel (Kassel en allemand) : 204 687
4. Darmstadt : 164 792
5. Offenbach am Main : 135 490
6. Hanau : 103 184
7. Giessen (Gießen en allemand) : 94 996
8. Marbourg (Marburg en allemand) : 78 203
9. Fulda : 68 462
10. Rüsselsheim : 67 656
11. Bad Homburg vor der Höhe : 55 995
12. Wetzlar : 54 629
13. Oberursel (Taunus) : 47 241
14. Rodgau : 46 683
15. Dreieich : 42 389
16. Bensheim : 41 758
17. Hofheim am Taunus : 40 412
18. Langen : 40 009
19. Neu-Isenburg : 39 420
20. Maintal : 38 824
21. Limburg an der Lahn : 36 506
22. Bad Vilbel : 36 021
23. Mörfelden-Walldorf : 35 359
24. Dietzenbach : 35 268
25. Viernheim : 34 348
26. Bad Nauheim : 33 809
27. Lampertheim : 33 053
28. Bad Hersfeld : 30 770

### Autres villes

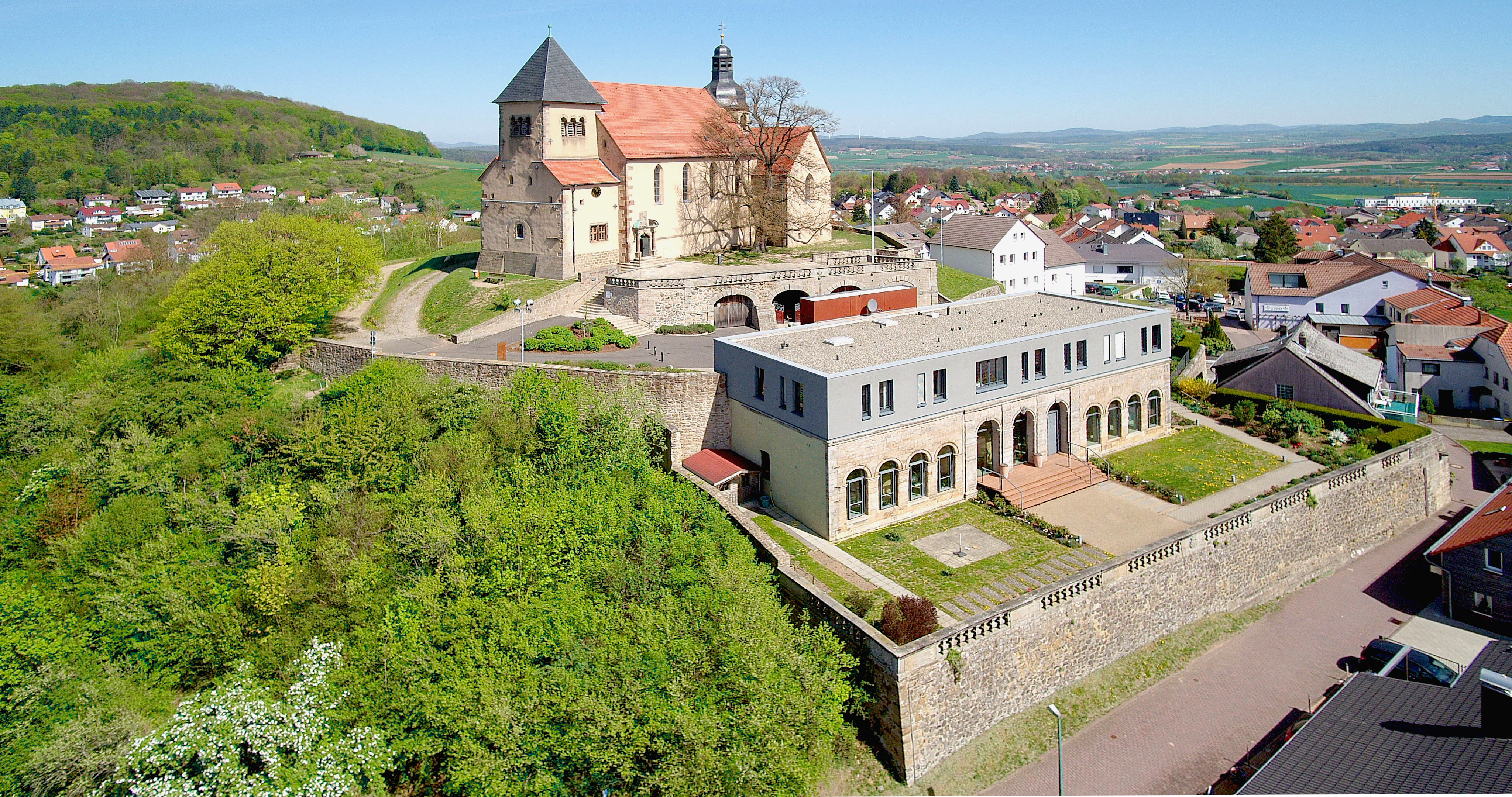
L'église Saint-Pierre de Petersberg.

- Borken
- Eiterfeld
- Friedberg
- Fritzlar
- Hofgeismar
- Schwalmstadt
- Solms
- Wanfried
- Weimar (Lahn)

## Histoire
Voir : Grand-duché de Hesse et Électorat de Hesse.
Le Land actuel a été constitué le 1er décembre 1946, avec les territoires placés à l'issue de la Seconde Guerre mondiale par le Conseil de contrôle allié le 19 septembre 1945, dans la zone d'occupation américaine, et désignés par le terme de « Grande-Hesse » (en allemand : Groß-Hessen).

## Emblème et armes
Le Land de Hesse, en tant que tel, ne disposait pas d'armoiries qui lui étaient propres. Il s'est contenté de s'inspirer, pour ses armes, de celles du grand-duché de Hesse avant 1818, de les transformer au passage, en escamotant l'épée d'or tenue en patte avant droite et en « couronnant » l'écu d'une manière qui n'est pas très conforme aux règles de l'héraldique.
Voir : emblèmes du Land de Hesse.

## Subdivisions administratives
La Hesse est subdivisée en trois districts (Regierungsbezirke), Cassel, Gießen et Darmstadt. Le président du district (Regierungspräsident) est nommé par le gouvernement du Land.
En Hesse, il y a 21 arrondissements ruraux (Kreise) comprenant 426 communes (Gemeinden) dont 189 villes (Städte), et 5 arrondissements-villes (kreisfreie Städte).

### Districts (Regierungsbezirke)
| Districts             | Capitale  | Superficie   | Population (septembre 2007) |
| District de Darmstadt | Darmstadt | 7 444,88 km2 | 3 778 689                   |
| District de Giessen   | Giessen   | 5 381,18 km2 | 1 053 749                   |
| District de Cassel    | Cassel    | 8 288,92 km2 | 1 240 279                   |

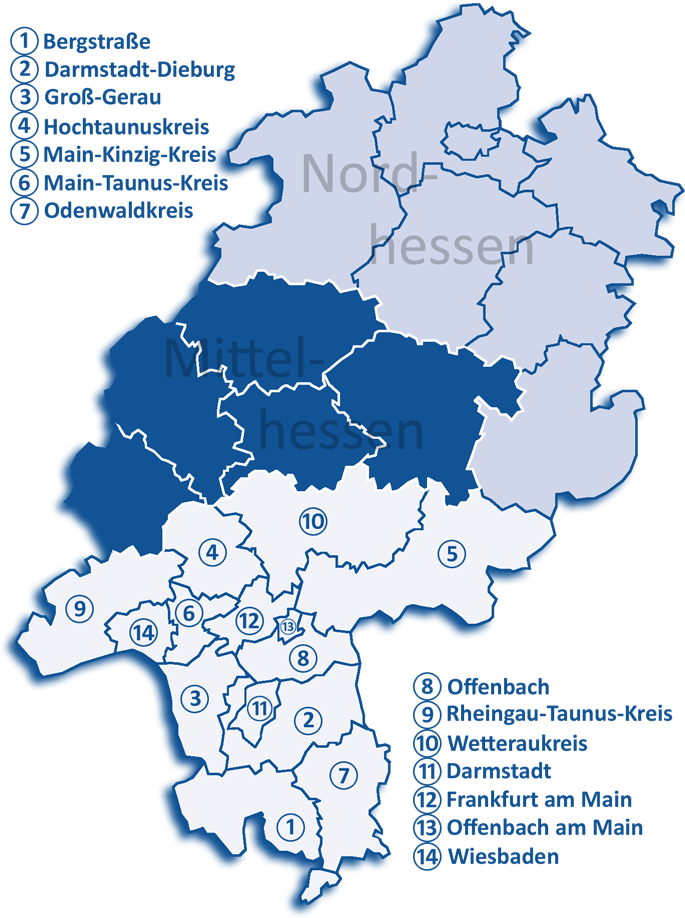
District de Darmstadt.
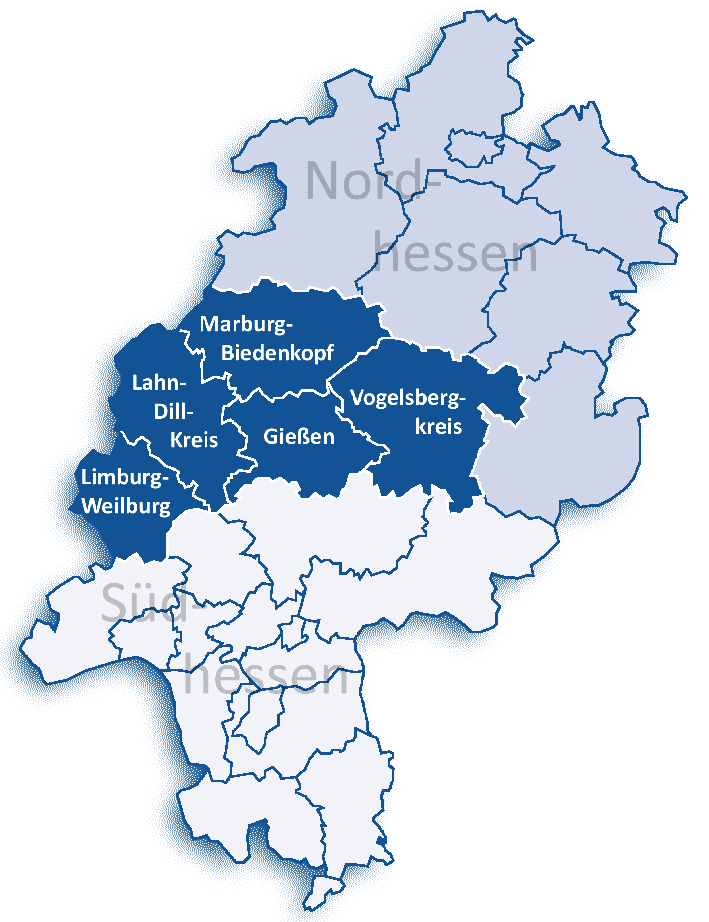
District de Gießen.
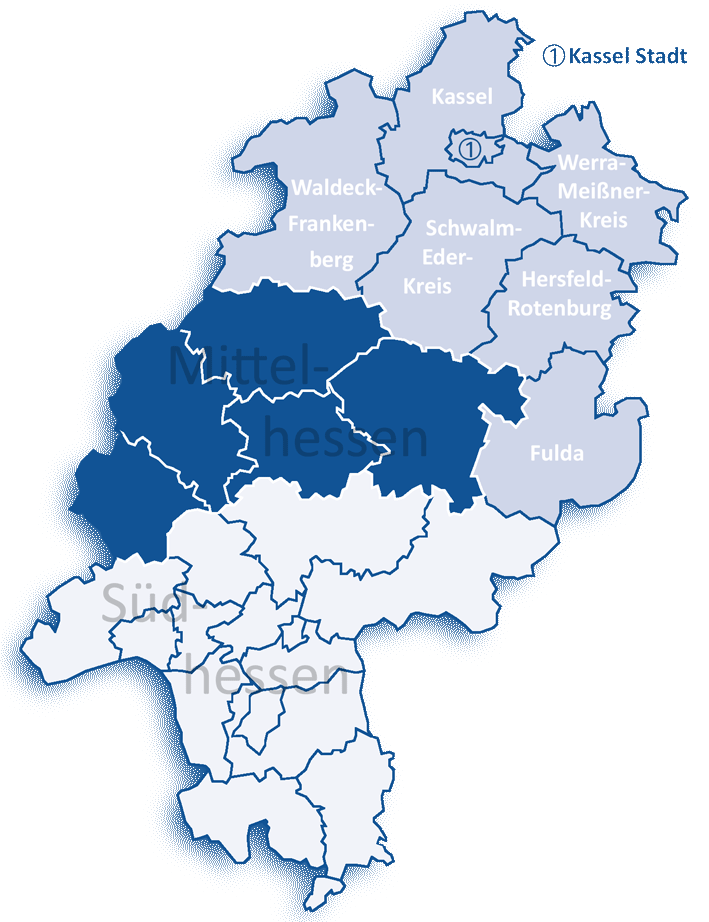
District de Cassel.

### Arrondissements (Landkreise) et villes-arrondissements (kreisfreie Städte)

Carte des 21 arrondissements et 5 villes-arrondissements de la Hesse.

Les cinq villes-arrondissements (kreisfreie Städte) de Hesse :
1. DA : Darmstadt
2. F : Francfort-sur-le-Main
3. KS : Cassel
4. OF : Offenbach-sur-le-Main
5. WI : Wiesbaden

Les 21 arrondissements (Landkreise) de Hesse :
1. HP : Bergstraße (Chef-lieu : Heppenheim)
2. DA : Darmstadt-Dieburg (Darmstadt)
3. FD : Fulda (Fulda)
4. GI : Giessen (Giessen)
5. GG : Groß-Gerau (Groß-Gerau)
6. HEF : Hersfeld-Rotenburg (Bad Hersfeld)
7. HG : Haut-Taunus (Bad Homburg)
8. KS : Cassel (Cassel)
9. LDK : Lahn-Dill (Wetzlar)
10. LM : Limburg-Weilburg (Limbourg)
11. MKK : Main-Kinzig (Gelnhausen)
12. MTK : Main-Taunus (Hofheim)
13. MR : Marbourg-Biedenkopf (Marbourg)
14. ERB : Odenwald (Erbach)
15. OF : Offenbach (Dietzenbach)
16. RÜD : Rheingau-Taunus (Bad Schwalbach)
17. HR : Schwalm-Eder (Homberg)
18. VB : Vogelsberg (Lauterbach)
19. KB : Waldeck-Frankenberg (Korbach)
20. ESW : Werra-Meißner (Eschwege)
21. FB : Wetterau (Friedberg (Hessen))